# Kumba I
Kumba I es un municipio del departamento de Meme de la región del Sudoeste, Camerún. En noviembre de 2005 tenía una población censada de 68 095 habitantes.
Se encuentra ubicado cerca de la frontera con Nigeria y al norte de la ciudad más poblada del país, Duala.
El 24 de octubre de 2020, cerca del mediodía, hombres armados ingresaron al Colegio Memorial Madre Francisca, presente en la localidad, y dispararon indiscriminadamente contra los estudiantes, dejando al menos seis niños muertos y otros ocho gravemente heridos. Se cree que el ataque está vinculado con grupos separatistas anglófonos presentes en la región, los cuales vienen luchando contra el ejército del país desde el año 2016.